# أنخيل غونزاليس (لاعب كرة قدم)
أنخيل غونزاليس (بالإسبانية: Ángel González Castaños)‏ (3 ديسمبر 1958 بثيوداد رودريجو في إسبانيا - ) هو لاعب كرة قدم إسباني في مركز الهجوم، شارك في الألعاب الأولمبية الصيفية 1980. ولعب مع نادي بالاموس ‏.

## وصلات خارجية
- أنخيل غونزاليس على موقع الاتحاد الدولي (مؤرشف)  (الإنجليزية)
- أنخيل غونزاليس على موقع قاعدة بيانات كرة القدم.إي يو (الإنجليزية)
- أنخيل غونزاليس على موقع اللجنة الأولمبية الدولية (الإنجليزية)
- أنخيل غونزاليس على موقع أوليمبيديا (الإنجليزية)
- أنخيل غونزاليس على موقع اللجنة الأولمبية الإسبانية (الإسبانية)